# U-Bahnhof Weinmeisterstraße

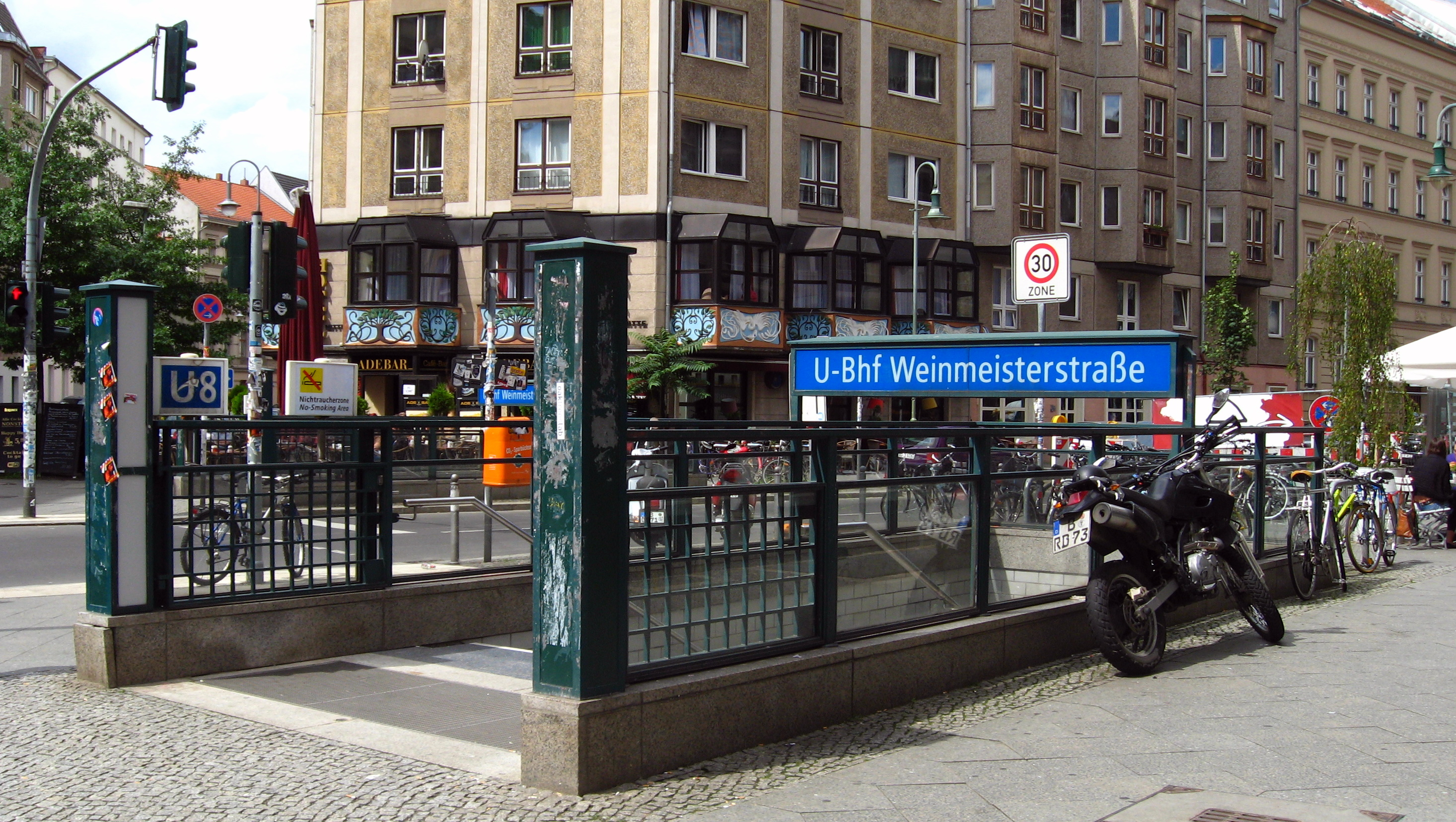
Bahnhofseingang in der Weinmeisterstraße

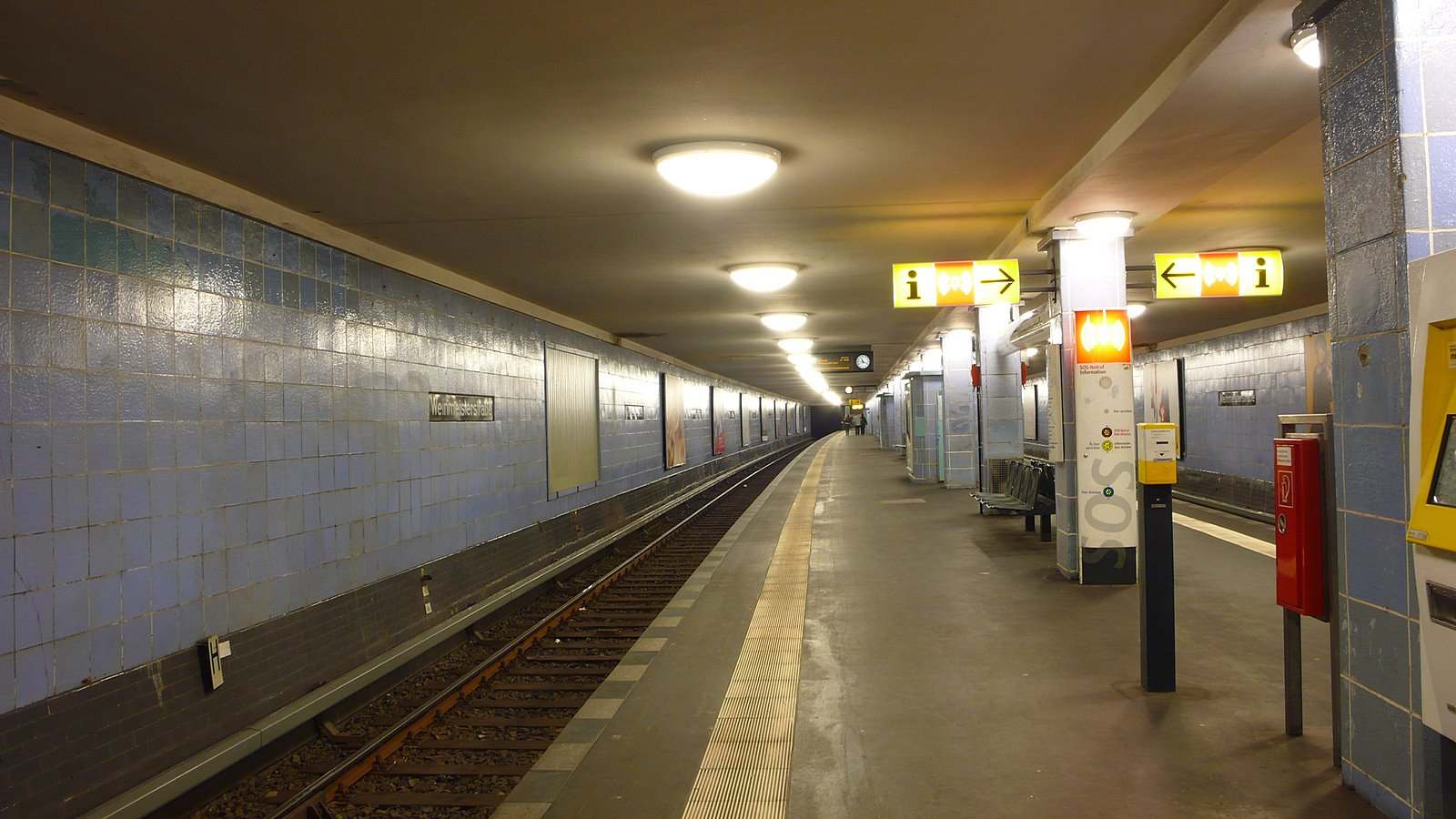
Bahnsteig

Der U-Bahnhof Weinmeisterstraße ist eine Station der Linie U8 der Berliner U-Bahn im Ortsteil Mitte des gleichnamigen Bezirks unter der namensgebenden Straße. Gebaut wurde er ab 1928 und am 18. April 1930 eröffnet. Im Bahnhofsverzeichnis der BVG trägt er die Bezeichnung W. Der denkmalgeschützte Bahnhof besitzt keinen Aufzug, sondern nur Treppen und ist daher nicht barrierefrei. Bis Ende 2025 ist geplant, dass ein Fahrstuhl gebaut wird.
Rund sechs Meter unter der Weinmeisterstraße gelegen, besitzt der U-Bahnhof einen bis zu acht Meter breiten Mittelbahnsteig und ist mit blauen Fliesen verkleidet. Wie zahlreiche andere Berliner U-Bahnhöfe wurde auch dieser von Alfred Grenander entworfen.
Durch die Lage in der schmalen Straße unmittelbar zwischen den Häuserfundamenten konnten zwei der drei Zugänge nicht auf den Bürgersteigen gebaut werden, sondern wurden in die anliegenden Häuserfronten integriert. Heute befinden sich alle Zugänge auf den Bürgersteigen. Der ursprüngliche Ausgang auf westlicher Seite liegt nunmehr unter der angrenzenden Parkanlage und wurde verlegt.
Vom 13. August 1961 bis zum 1. Juli 1990 war der Bahnhof ein „Geisterbahnhof“; die Züge der BVG fuhren ohne Halt durch die – in Ost-Berlin gelegene – Station. Der an der Weinmeister- Ecke Rosenthaler Straße befindliche Eingang war versperrt, aber nicht eingeebnet – also von außen erkennbar. Der südliche Eingang an der Weinmeister- Ecke Neue Schönhauser Straße war zu DDR-Zeiten eingeebnet. Der nördliche war als Rest eines Hauseingangs zugemauert und nicht mehr als Zugang erkennbar. Beim Neubau des Eckhauses um 1988 wurde er abgetragen. Beide Eingänge wurden nach der politischen Wende wieder freigelegt bzw. neu errichtet.
Für den barrierefreien Zugang soll der Bahnhof bis 2025 eine Aufzugsanlage erhalten.

## Anbindung
| Linie | Verlauf |
| ----- | --- |
|       | Wittenau (Wilhelmsruher Damm) – Rathaus Reinickendorf – Karl-Bonhoeffer-Nervenklinik – Lindauer Allee – Paracelsus-Bad – Residenzstraße – Franz-Neumann-Platz (Am Schäfersee) – Osloer Straße – Pankstraße – Gesundbrunnen – Voltastraße – Bernauer Straße – Rosenthaler Platz – Weinmeisterstraße – Alexanderplatz – Jannowitzbrücke – Heinrich-Heine-Straße – Moritzplatz – Kottbusser Tor – Schönleinstraße – Hermannplatz – Boddinstraße – Leinestraße – Hermannstraße |

Am U-Bahnhof bestehen Umsteigemöglichkeiten von der Linie U8 zur Straßenbahnlinie M1 der BVG.